# Yellowknife Airport
Yellowknife Airport is een luchthaven in de Canadese Northwest Territories, noordwestelijk van de hoofdstad Yellowknife. Ze wordt uitgebaat door de regering van de Northwest Territories. Ze wordt zowel gebruikt door de burgerluchtvaart als door het Canadese leger. Ze is van groot belang voor de verbinding met afgelegen plaatsen in de Northwest Territories en Nunavut.

## Geschiedenis[1]
In 1944 legde Canadian Pacific Airlines een landingsbaan aan, die het begin van de luchthaven betekende. Het ministerie van transport van de Northwest Territories nam de uitbating over in 1946 en legde twee nieuwe landingsbanen in gravel aan. Vanaf 1954 werden ze verhard. In 1963 werd een moderne terminal gebouwd en in 1972 een nieuwe verkeerstoren. De terminal is nadien meermaals vergroot en vernieuwd.

## Gebruikers
Er zijn geen internationale lijnvluchten op Yellowknife, enkel binnenlandse verbindingen. Geregelde vluchten worden uitgevoerd door First Air, Canadian North, Air Canada Jazz, WestJet, Buffalo Airways, Air Tindi en Northwestern Air Lease; daarnaast zijn er nog een aantal chartermaatschappijen gevestigd. In 2007 waren er 70.000 vliegbewegingen en 500.000 aankomende passagiers.